# 東京建物梅田ビル
東京建物梅田ビル（とうきょうたてものうめだびる）は、大阪府大阪市北区梅田一丁目にある、東京建物が所有するオフィスビルである。旧称は渡辺リクルートビルであり、かつてリクルート関西支社の拠点であった。

## 概要
このビルは1989年に、木造密集地区であったダイヤモンド地区における再開発として建築された。2011年、リクルートの関西支社を当ビルとハービスENTから梅田阪急ビルオフィスタワーに移転することとなったため、空いたオフィスが賃貸に出されている。なお、2011年の夏、当ビルの一階に期間限定のお化け屋敷が設置された
。
2012年4月から一階には阪急グランドビルから移転してきたあおぞら銀行が入居している。
リクルートが関西支社などを入居させる自社ビルとして建設した為、リクルート銀座ビルやリクルート名古屋ビルなどと同様に、外装に熱反射ガラスのアルミカーテンウォールと花崗岩JP打ち込みのPC板を採用し、グレード感と先進性を表現したデザインとなっている。
リクルートなど旧所有者から東京建物へ売却された為、名称も「渡辺リクルートビル」から「東京建物梅田ビル」へ変更された。

## 建築概要
- 所在地：大阪市北区梅田一丁目
- 階数：地上14階、地下4階
- 建物高さ：－
- 延床面積：16,394m2
- 敷地面積：1,441m2
- 建築主：リクルート
- 設計者：入江三宅設計事務所
- 施工者：竹中工務店・新井組・三井建設
- 竣工：1989年

## 最寄駅
- JR東西線 北新地駅
- 地下鉄谷町線 東梅田駅
- 地下鉄四つ橋線 西梅田駅
- 地下鉄御堂筋線 梅田駅
- JR大阪駅